# أقباش (كلب)

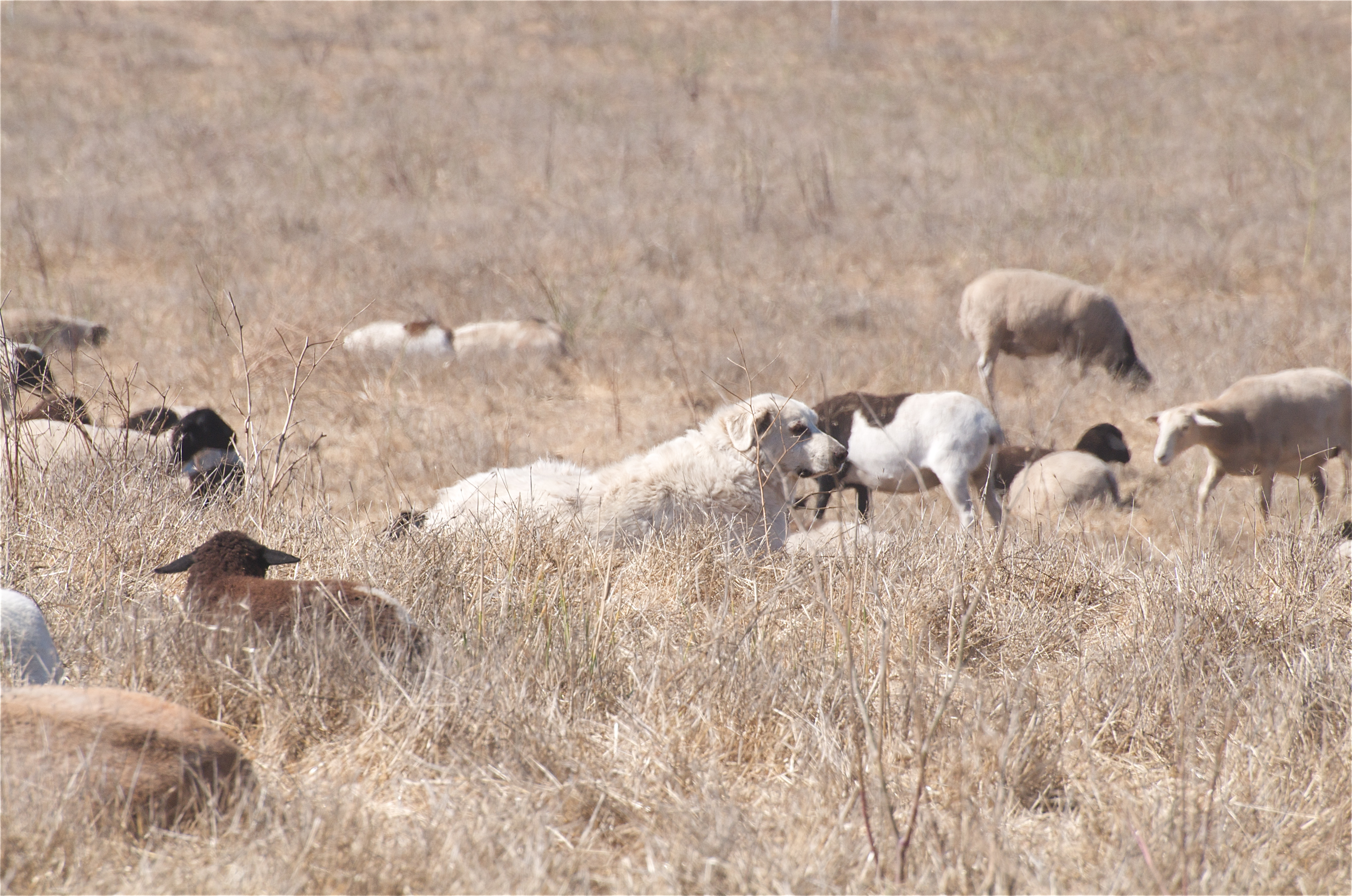
ولاية كلفرنية

أقْبَاش أو (بالعثمانية: آق باش) هو سلالة تركية تقليدية أو نوع من كلاب حراسة الماشية من غرب الأناضول. كلمة آق تعني أبيض وباش تعني رأس وبذلك تميز هذا الكلب عن الكنغال والذي يُسمَّى قره باش أي الرأس الأسود. اعترفت بها وزارة الزراعة والشؤون الريفية التركية في عام 2006، ولكن لم يعترف به الاتحاد الدولي للكلاب.